# Ecphysis roboginosa
Ecphysis roboginosa är en fjärilsart som beskrevs av Turner 1945. Ecphysis roboginosa ingår i släktet Ecphysis och familjen mätare. Inga underarter finns listade i Catalogue of Life.